# Perilissus variator
Perilissus variator är en stekelart som först beskrevs av Cornelius Herman Muller 1776.  Perilissus variator ingår i släktet Perilissus och familjen brokparasitsteklar. Arten är reproducerande i Sverige. Inga underarter finns listade i Catalogue of Life.